# 7067 Kiyose
7067 Kiyose (1993 XE) là một tiểu hành tinh vành đai chính được phát hiện ngày 4 tháng 12 năm 1993 bởi M. Hirasawa và S. Suzuki ở Nyukasa.